# 大磯駅
大磯駅（おおいそえき）は、神奈川県中郡大磯町東小磯にある、東日本旅客鉄道（JR東日本）東海道本線の駅である。駅番号はJT 12。
東京駅発着系統と、新宿駅経由で高崎線に直通する湘南新宿ライン、東京駅・上野駅経由で宇都宮線・高崎線に直通する上野東京ラインが停車する（運転形態の詳細については「東海道線 (JR東日本)」を参照）。

## 歴史
- 1887年（明治20年）7月11日：国鉄東海道本線 旧・横浜駅 - 国府津駅開通と同時に開業[1]。旅客・貨物取扱を開始[1]。東海道本線延伸に伴う駅設置計画は当初予定になかったが、海水浴を導入するために医学者松本良順の提案（海水浴場開設論）が契機となり開業した[4]。
- 1962年（昭和37年）4月21日：貨物取扱を廃止[1]。
- 1972年（昭和47年）3月15日：荷物の取扱を廃止[1]。
- 1987年（昭和62年）4月1日：国鉄分割民営化により、東日本旅客鉄道の駅となる[1]。
- 1995年（平成7年）11月15日：自動改札機を設置し、供用開始[5]。
- 2000年（平成12年）：関東の駅百選に選定される。
- 2001年（平成13年）11月18日：ICカード「Suica」供用開始。
- 2008年（平成20年）2月27日：エレベーター・エスカレータ使用開始。バリアフリー化。
- 2009年（平成21年）2月6日：経済産業省の近代化産業遺産に認定される[6]。
- 2015年（平成27年）7月1日：直営駅から平塚駅管理の業務委託駅となる[7]。
- 2021年（令和3年）9月28日：みどりの窓口の営業を終了[8][9]。

## 駅構造
湘南・相模統括センター（平塚駅）管理の業務委託駅（JR東日本ステーションサービス委託）で、島式ホーム1面2線を有する地上駅である。三角屋根の地上駅舎を持つ。ホームと駅舎（改札口）は跨線橋で結ばれる（バリアフリー対応）。
自動改札機・指定席券売機が設置されている。なお、お客さまサポートコールシステムが導入されており、早朝と深夜の一部時間帯は遠隔対応のため改札係員は不在となる。

### のりば

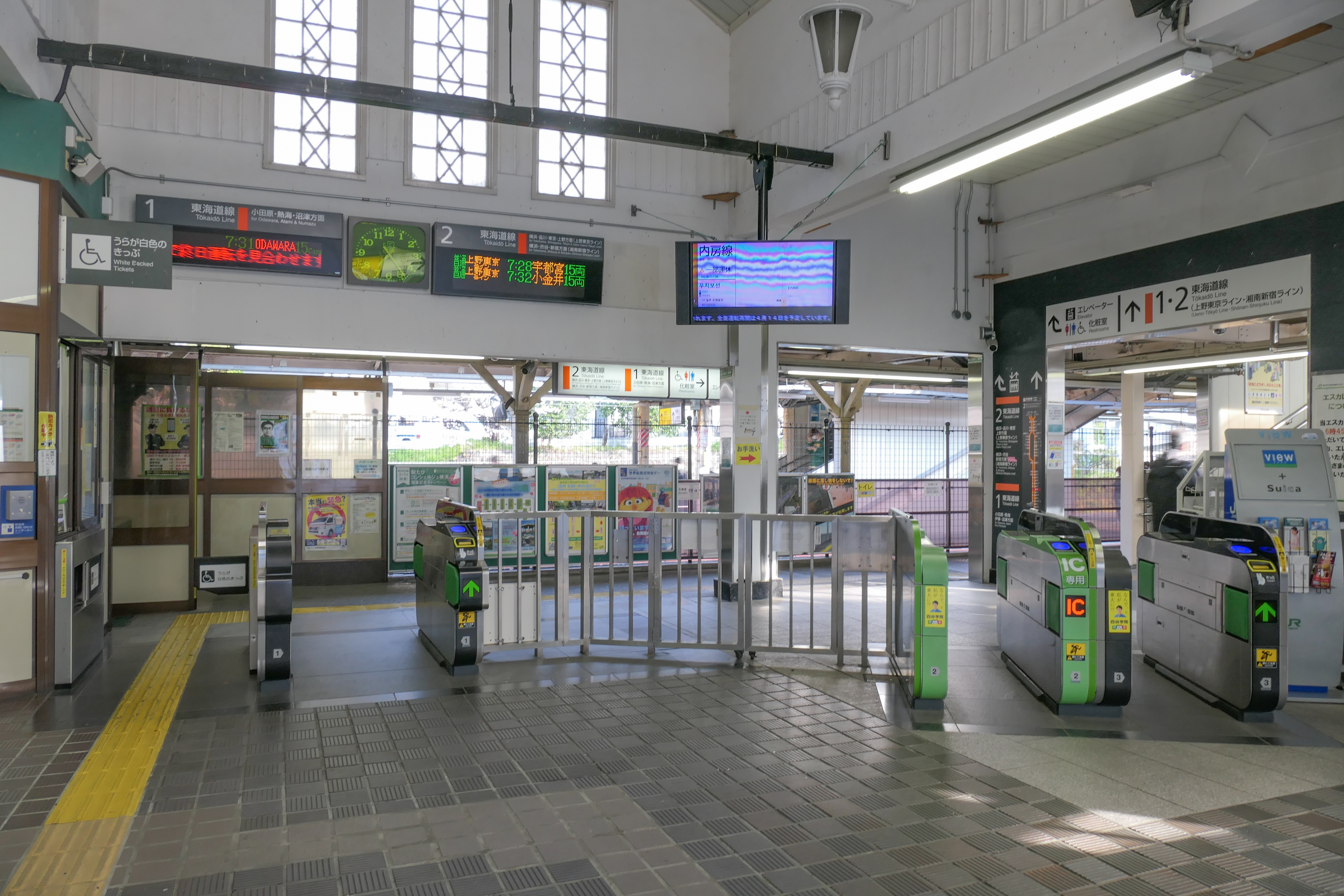
改札口（2022年4月）
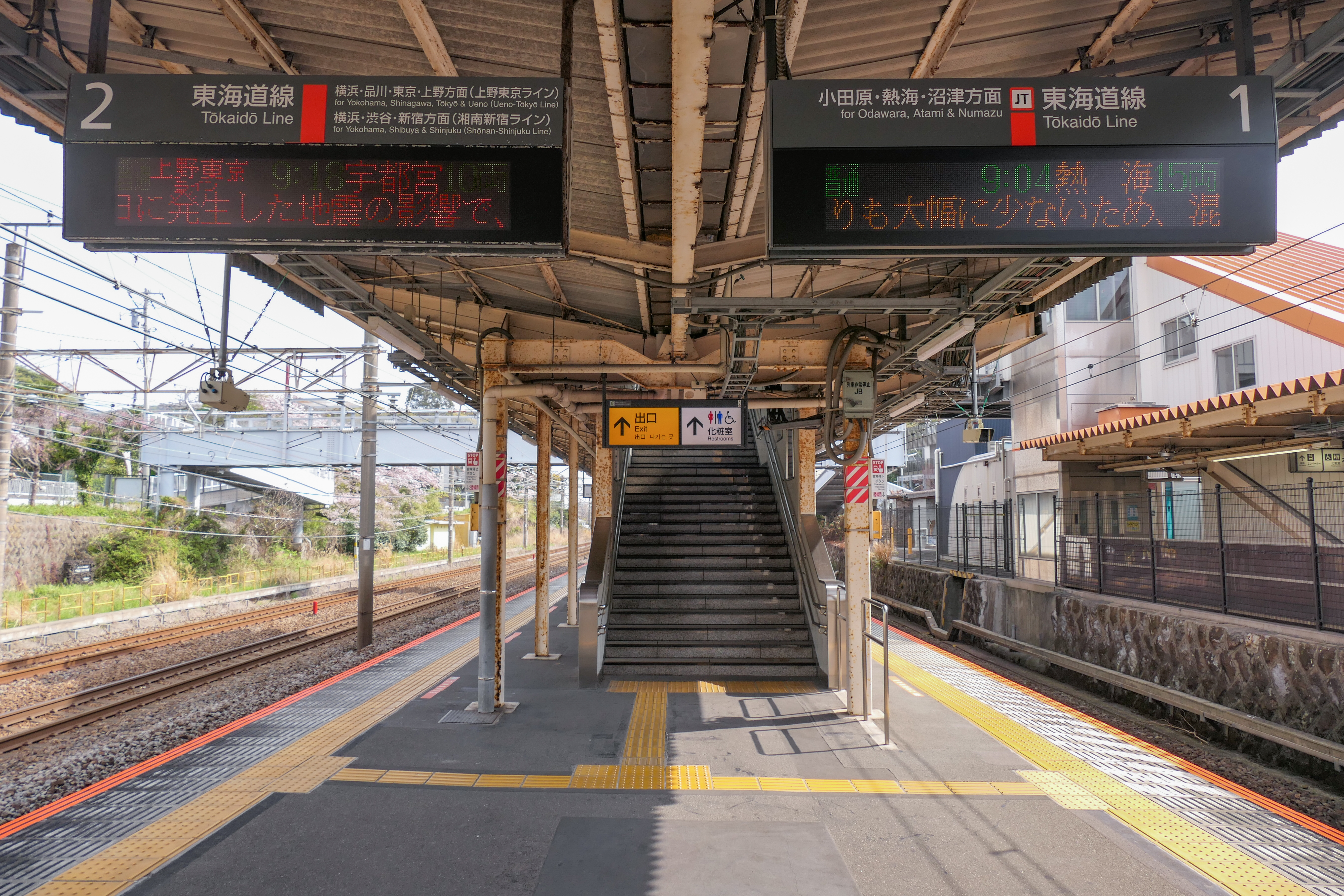
ホーム（2022年4月）

| 番線 | 路線           | 方向 | 行先                                   |
| ---- | -------------- | ---- | -------------------------------------- |
| 1    | 東海道線       | 下り | 小田原・熱海・沼津方面                 |
| 2    | 東海道線       | 上り | 横浜・品川・東京・上野・渋谷・新宿方面 |
| 2    | 上野東京ライン | 上り | 横浜・品川・東京・上野・渋谷・新宿方面 |
| 2    | 湘南新宿ライン | 上り | 横浜・品川・東京・上野・渋谷・新宿方面 |

（出典：JR東日本:駅構内図）
- 改札口（2022年4月）
- ホーム（2022年4月）

## 利用状況
2023年度（令和5年度）の1日平均乗車人員は7,416人である。小田原以東の東海道線内の駅では国府津駅に次いで2番目に少ない。
1995年度（平成7年度）以降の推移は下記の通り。
| 年度               | 1日平均 乗車人員 | 出典       |
| ------------------ | ---------------- | ---------- |
| 1995年（平成07年） | 8,022            | [ 統計 2 ] |
| 1996年（平成08年） | 7,801            |            |
| 1997年（平成09年） | 7,535            |            |
| 1998年（平成10年） | 7,402            | [ * 1 ]    |
| 1999年（平成11年） | 7,291            | [ * 2 ]    |
| 2000年（平成12年） | 7,211            | [ * 2 ]    |
| 2001年（平成13年） | 7,255            | [ * 3 ]    |
| 2002年（平成14年） | 7,209            | [ * 4 ]    |
| 2003年（平成15年） | 7,184            | [ * 5 ]    |
| 2004年（平成16年） | 7,185            | [ * 6 ]    |
| 2005年（平成17年） | 7,282            | [ * 7 ]    |
| 2006年（平成18年） | 7,303            | [ * 8 ]    |
| 2007年（平成19年） | 7,441            | [ * 9 ]    |
| 2008年（平成20年） | 7,579            | [ * 10 ]   |
| 2009年（平成21年） | 7,546            | [ * 11 ]   |
| 2010年（平成22年） | 7,564            | [ * 12 ]   |
| 2011年（平成23年） | 7,605            | [ * 13 ]   |
| 2012年（平成24年） | 7,673            | [ * 14 ]   |
| 2013年（平成25年） | 7,928            | [ * 15 ]   |
| 2014年（平成26年） | 7,831            | [ * 16 ]   |
| 2015年（平成27年） | 8,033            | [ * 17 ]   |
| 2016年（平成28年） | 8,051            | [ * 18 ]   |
| 2017年（平成29年） | 8,152            |            |
| 2018年（平成30年） | 8,236            |            |
| 2019年（令和元年） | 8,053            |            |
| 2020年（令和02年） | 5,910            |            |
| 2021年（令和03年） | 6,376            |            |
| 2022年（令和04年） | 7,015            |            |
| 2023年（令和05年） | 7,416            |            |

## 駅周辺
かつては駅舎内に東華軒の売店があり駅弁を販売していたが、バリアフリー化工事の際に閉店した。現在は敷地内に隣接するコンビニで大船軒の駅弁が購入できる。
- 大磯ロングビーチ・大磯プリンスホテル
- 大磯海水浴場 - 日本最古の海水浴場とされる。
- 鴫立庵 - 西行法師が大磯付近で詠んだとされる歌にちなんだ俳諧道場。
- 大磯港
- 大磯警察署大磯駅前交番
- 大磯郵便局
- 大磯町立図書館
- 国道1号
- 大磯町消防本部
- 大磯町役場
- 坂田山
- 神奈川県立大磯高等学校
- エリザベス・サンダースホーム

## バス路線
| 運行事業者                      | 系統・行先 | 備考 |
| 大磯駅                          | 大磯駅 | 大磯駅 |
| ------------------------------- | --- | --- |
| 神奈川中央交通                  | - 磯01・磯14：二宮駅北口 - 磯07：大磯プリンスホテル - 磯13：湘南大磯住宅 - 二01：市民病院前 - 平39：平塚駅南口 - 平47：二宮駅南口 - 平47：平塚駅北口 - 急行：江の島 | - 「磯01」「磯14」は本数少 - 「磯07」は昼間のみ運行。夏季の「磯08」運行時は運休 - 「二01」は平日1本のみ運行 - 江の島行き急行は季節運行 |
| - 神奈川中央交通 - 伊豆箱根バス | 磯06：大磯ロングビーチ | 夏季の一部期間に運行。ノンストップ |
| 大磯局前                        | | |
| 神奈川中央交通                  | - 二01：市民病院前 - 平39：平塚駅南口 - 平46・平47：平塚駅北口 | - 「二01」は平日1本のみ運行 |

## 隣の駅
東日本旅客鉄道（JR東日本）
 東海道線
■特別快速（湘南新宿ライン経由）
通過
■普通（東京方面発着）・■快速（湘南新宿ライン経由、下り列車は戸塚駅から「普通」扱い）
平塚駅 (JT 11) - 大磯駅 (JT 12) - 二宮駅 (JT 13)

### 記事本文
1. 1 2 3 4 5 6  石野哲 編『停車場変遷大事典 国鉄・JR編』 II（初版）、JTB、1998年10月1日、15頁。ISBN 978-4-533-02980-6。
2. 1 2  事業エリアマップ - JR東日本ステーションサービス.2021年9月14日閲覧
3. 1 2  “駅の情報（大磯駅）：JR東日本”.   東日本旅客鉄道. 2023年9月8日時点のオリジナルよりアーカイブ。2023年10月18日閲覧。
4. ↑  千田稔『華族総覧』講談社現代新書、2009年7月、560頁。ISBN 978-4-06-288001-5。
5. ↑  「JR年表」『JR気動車客車編成表 '96年版』ジェー・アール・アール、1996年7月1日、182頁。ISBN 4-88283-117-1。
6. ↑  経済産業省『近代化産業遺産群 続33』（PDF）経済産業省、2008年、7 1頁。2015年8月22日閲覧。
7. ↑  「東日本ユニオンNo.124号」『』JR 東日本労働組合横浜地方本部、2015年12月6日。2016年3月13日閲覧。
8. ↑  “駅の情報（大磯駅）：JR東日本”.   東日本旅客鉄道. 2021年8月26日時点のオリジナルよりアーカイブ。2021年8月26日閲覧。
9. ↑  “「2021年度駅業務執行体制の再構築について」提案受ける!②” (PDF).   JR東労組横浜地本 (2021年6月2日). 2021年6月3日時点のオリジナルよりアーカイブ。2021年6月3日閲覧。

### 利用状況
JR東日本の統計データ
1. ↑  大磯の統計 - 大磯町
2. ↑  線区別駅別乗車人員（1日平均）の推移 - 17ページ

JR東日本の2000年度以降の乗車人員
1. ↑  各駅の乗車人員（2000年度） - JR東日本
2. ↑  各駅の乗車人員（2001年度） - JR東日本
3. ↑  各駅の乗車人員（2002年度） - JR東日本
4. ↑  各駅の乗車人員（2003年度） - JR東日本
5. ↑  各駅の乗車人員（2004年度） - JR東日本
6. ↑  各駅の乗車人員（2005年度） - JR東日本
7. ↑  各駅の乗車人員（2006年度） - JR東日本
8. ↑  各駅の乗車人員（2007年度） - JR東日本
9. ↑  各駅の乗車人員（2008年度） - JR東日本
10. ↑  各駅の乗車人員（2009年度） - JR東日本
11. ↑  各駅の乗車人員（2010年度） - JR東日本
12. ↑  各駅の乗車人員（2011年度） - JR東日本
13. ↑  各駅の乗車人員（2012年度） - JR東日本
14. ↑  各駅の乗車人員（2013年度） - JR東日本
15. ↑  各駅の乗車人員（2014年度） - JR東日本
16. ↑  各駅の乗車人員（2015年度） - JR東日本
17. ↑  各駅の乗車人員（2016年度） - JR東日本
18. ↑  各駅の乗車人員（2017年度） - JR東日本
19. ↑  各駅の乗車人員（2018年度） - JR東日本
20. ↑  各駅の乗車人員（2019年度） - JR東日本
21. ↑  各駅の乗車人員（2020年度） - JR東日本
22. ↑  各駅の乗車人員（2021年度） - JR東日本
23. ↑  各駅の乗車人員（2022年度） - JR東日本
24. ↑  各駅の乗車人員（2023年度） - JR東日本

神奈川県県勢要覧
1. ↑  平成12年 - 220ページ
2. 1 2  平成13年 (PDF)  - 222ページ
3. ↑  平成14年 (PDF)  - 220ページ
4. ↑  平成15年 (PDF)  - 220ページ
5. ↑  平成16年 (PDF)  - 220ページ
6. ↑  平成17年 (PDF)  - 222ページ
7. ↑  平成18年 (PDF)  - 222ページ
8. ↑  平成19年 (PDF)  - 224ページ
9. ↑  平成20年 (PDF)  - 228ページ
10. ↑  平成21年 (PDF)  - 238ページ
11. ↑  平成22年 (PDF)  - 236ページ
12. ↑  平成23年 (PDF)  - 236ページ
13. ↑  平成24年 (PDF)  - 232ページ
14. ↑  平成25年 (PDF)  - 234ページ
15. ↑  平成26年 (PDF)  - 236ページ
16. ↑  平成27年 (PDF)  - 236ページ
17. ↑  平成28年 (PDF)  -244ページ
18. ↑  平成29年 (PDF)  - 236ページ